# Векторизація (обробка зображень)
Векторизація — процес перетворення растрового зображення у векторне. Зворотний растеризації.
У більшості сучасних програм векторної графіки є вбудована можливість автоматичного трасування векторного зображення, але часто кращий результат дає ручна відмальовка з підбором шрифтів. Правильніше розглядати процес векторизації складним і значною мірою творчим на відміну від растеризації, яка практично завжди може бути виконана повністю в автоматичному режимі.

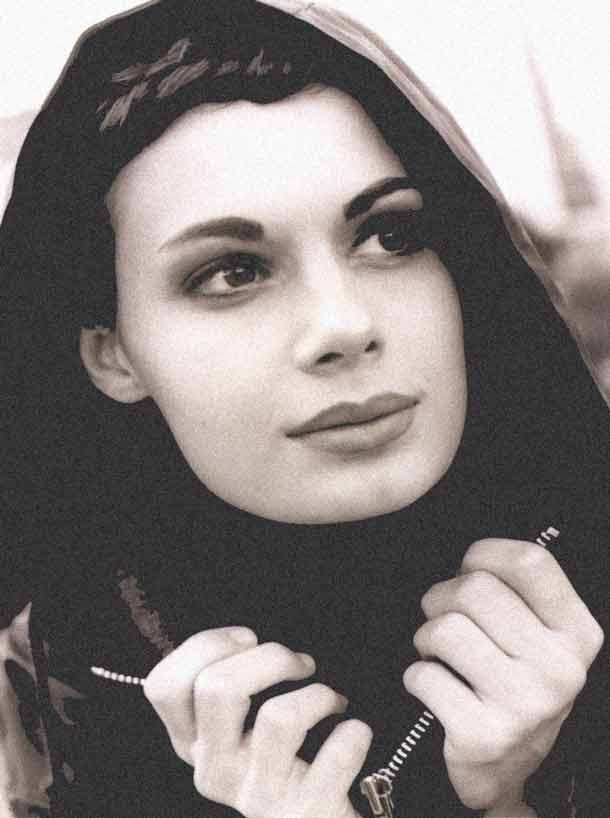
Фото у форматі JPEG, 25 kB
Те ж фото, векторизоване за допомогою RaveGrid, 1.64 MB
Те ж фото, векторизоване за допомогою AutoTrace методом Delineate GUI, 677 kB
Те ж фото, векторизоване за допомогою Inkscape функцією "Trace Bitmap" на основі Potrace, 1.05 MB
Те ж фото, векторизоване за допомогою Scan2CAD, 340 KB

### Фон
Зображення не має структури. Це просто позначка на аркуші паперу, плівка або набір пікселів у растровому зображенні. Попри всю свою корисність, таке зображення має свої обмеження. Якщо зображення достатньо збільшити, стають видимими артефакти. Стають видимими ретикуляції, зернистість плівки та пікселі. Зображення з гострими краями стають розмитими або нерівними. Дивіться, наприклад, пікселізацію. В ідеалі, векторні зображення не мають цих проблем. Краї і затінені ділянки представлені у вигляді математичних кривих або градієнтів і можуть бути довільно збільшені (хоча, звичайно, кінцеве зображення має бути растроване для рендерингу, і його якість залежить від якості алгоритму растеризації для заданих вхідних даних).
Завданням векторизації є перетворення двовимірного зображення у двовимірне векторне представлення. Іншими словами, це не візуальна система. Для більшості застосувань векторизація не включає також оптичне розпізнавання символів. Символи розглядаються як лінії, криві або заштриховані об'єкти, і їм не надається жодного значення. Векторизація зберігає форму символу, тому художнє оздоблення залишається.
Векторизація є зворотною до растеризації, так само як інтегрування є диференціювання. Як і дві інші операції, растеризація є досить простою і алгоритмізованою, тоді як векторизація передбачає відновлення втраченої інформації і вимагає евристичного методу.
Для векторизації підходять складні зображення, такі як карти, карикатури, логотипи, кліпи та технічні креслення. Ці зображення могли бути спочатку створені як векторні, оскільки вони засновані на геометричних фігурах або намальовані за допомогою простих кривих.
Фотографії з монохроматичними відтінками (наприклад, прижиттєві портрети) не підходять для векторизації.
Вхідними даними для векторизації є зображення, але зображення можуть мати різні формати, наприклад, фотографія, малюнок на папері або один з декількох форматів растрових файлів. Програми, які виконують растрове перетворення, можуть приймати растрові формати, такі як TIFF, BMP і PNG. На виході ви отримуєте векторний формат файлу. До поширених векторних форматів належать SVG, DXF, EPS, EMF та AI.